# Ilián Kiriakov
Ilián Ivanov Kiriakov (Lesicheri, Bulgaria, 4 de agosto de 1967) es un exfutbolista búlgaro, se desempeñaba como centrocampista (a pesar de que muchos dicen que era lateral), famoso por su capacidad para jugar por las dos bandas.
Actualmente es segundo entrenador del SFC Etar Veliko Tarnovo.
Kiriakov jugó para 9 clubes distintos y en varios países. Llegó a jugar 53 partidos para la selección de fútbol de Bulgaria.

## Clubes
| Club                      | País     | Año         | Partidos | Goles |
| FC Etar                   | Bulgaria | 1984 - 1991 | 168      | 15    |
| RC Deportivo de La Coruña | España   | 1991 - 1993 | 38       | 3     |
| CP Mérida                 | España   | 1993 - 1994 | 16       | 0     |
| PFC CSKA Sofia            | Bulgaria | 1994 - 1995 | 18       | 0     |
| Anorthosis FC             | Chipre   | 1995 - 1996 | 19       | 8     |
| Aberdeen FC               | Escocia  | 1996 - 2000 | 76       | 1     |
| Airdrieonians FC          | Escocia  | 2000        | 6        | 0     |
| Raith Rovers              | Escocia  | 2001        | 17       | 1     |
| PFC Akademik Svishtov     | Bulgaria | 2001        | 12       | 0     |
| FC Etar                   | Bulgaria | 2002 - 2003 | 28       | 5     |

- Datos: Q2419917